# Marius de Zayas
Marius de Zayas Enriques y Calmet (Veracruz, México, 13 de marzo de 1880-Stamford, Connecticut, Estados Unidos, 10 de enero de 1961) fue un artista, escritor, galerista y mecenas mexicano.

## Vida
Marius nació en el seno de una acomodada familia mexicana de finales del siglo XIX. Su padre, Rafael de Zayas, era un prominente hombre de letras y abogado, dueño de dos periódicos en Veracruz; en contacto con el mundo periodístico surgió la vocación de Marius a la ilustración y la escritura. Junto a su hermano George, se inició profesionalmente suministrando caricaturas a El Diario, periódico de la capital mexicana. Sin embargo, toda la familia cayó en desgracia por su oposición al presidente mexicano Porfirio Díaz, viéndose forzados a marchar a Estados Unidos.
Establecidos en Nueva York, Marius comenzó a trabajar como caricaturista y dibujante en la prensa de la ciudad. Allí conoció al destacado fotógrafo Alfred Stieglitz, en cuya galería de arte Marius expuso una selección de dibujos en los que retrataba a la sociedad neoyorquina de forma irónica. En 1910 Stieglitz le envía a París con el encargo ponerse en contacto con el ambiente artístico y las novedades de la entonces considerada capital cultural del mundo. Marius permaneció en la capital francesa un año, que aprovechó para descubrir el cubismo y conocer al español Pablo Picasso. Retornado a Nueva York brevemente y de vuelta de nuevo a París, se hizo amigo de Francis Picabia, y a través de su círculo, conoció de primera mano las vanguardias artísticas que allí se gestaban, de las cuales informaba puntualmente a la galería de arte de Stieglitz.

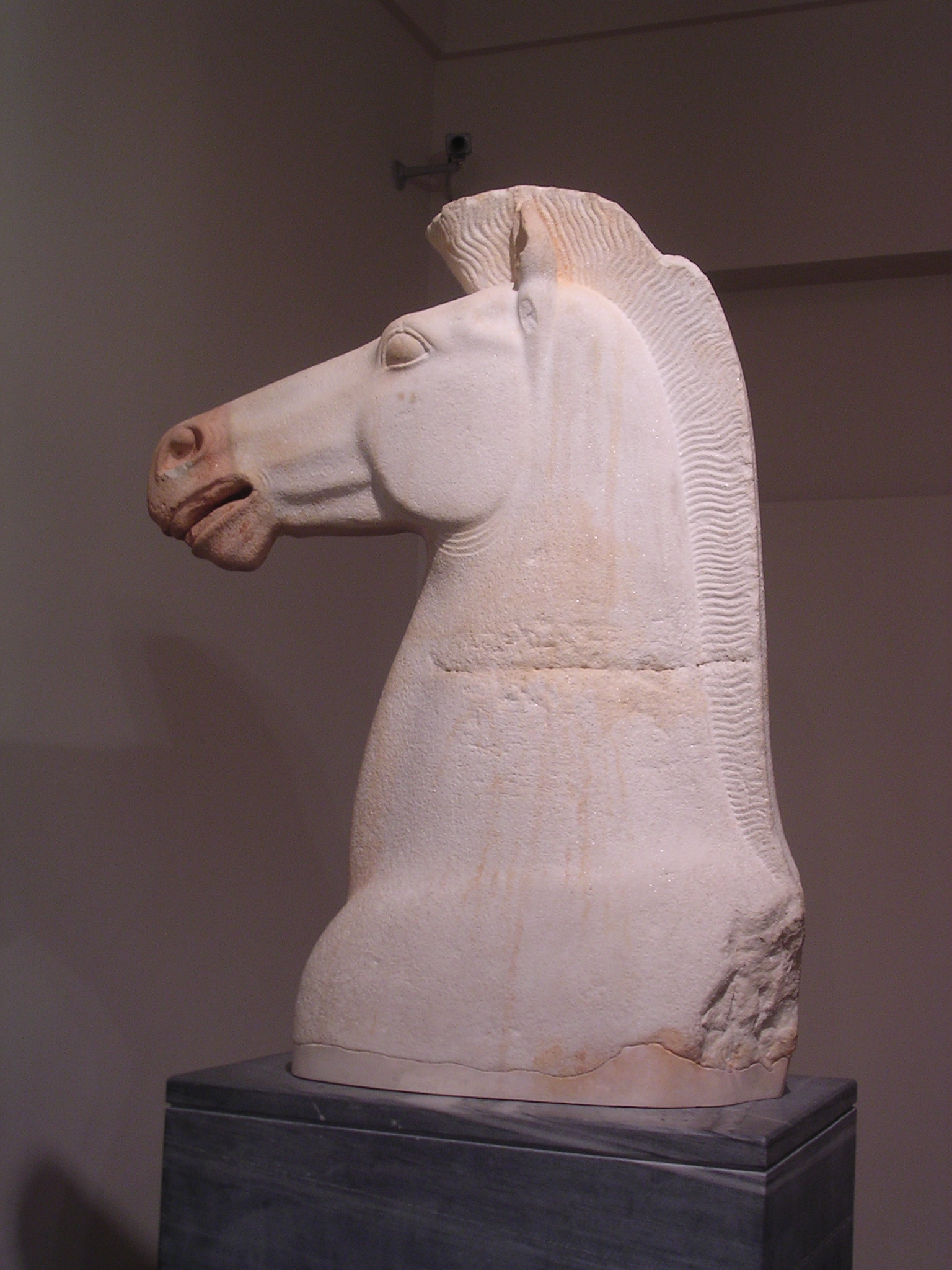
Cabeza de caballo, original griego del periodo arcaico, c. 515 a. C., una de las siete esculturas antiguas donadas por Marius de Zayas en 1943 al Museo del Prado.

De regreso una vez más a la ciudad estadounidense tras el estallido en Europa en 1914 de la Primera Guerra Mundial, se dedicó primero a la edición de una revista que llevaba el mismo nombre que la galería de su mentor, 291. Tras el fracaso de la publicación, logró convencer al mecenas Agnes Ernst Meyer para abrir en 1915 una nueva galería de arte que expusiese en Nueva York los avances del arte contemporáneo, con él mismo al frente. La galería, llamada The Modern Gallery, expuso a autores como Picasso, Braque, Picabia, André Derain o Brancusi, vistos entonces como una auténtica novedad en Estados Unidos. Sin embargo, este éxito mermó su relación con Stieglitz, que lo veía ahora como un serio competidor de su propia galería. En 1919 cambió el nombre por el de De Zayas Gallery. En 1921 cerró la galería y dedicó su tiempo a viajar por Europa, organizando exposiciones de arte y tomando notas para una publicación sobre arte contemporáneo que no llegó a completar en vida. Se casó a finales de la década de 1930 con Virginia Harrison, perteneciente a una acaudalada familia estadounidense. Establecido definitivamente en EE. UU. tras la Segunda Guerra Mundial, se retiró al estado de Connecticut, donde murió en 1961.
En 1943 realizó una importante donación al Museo del Prado de Madrid, consistente en siete estatuas antiguas, «como tributo de su familia a la Madre Patria».
Dentro de las colecciones del Museo, las piezas donadas por Marius de Zayas constituyen las piezas más antiguas, así como testimonios únicos de culturas como la egipcia y mesopotámica, muy escasamente representadas en los museos españoles.
Entre 1880 y 1960, Marius de Zayas escribió ensayos sobre la vida en Nueva York y París, observando de manera crítica la sociedad y el comportamiento humano en las grandes urbes a comienzos del siglo XX. Esta obra ha sido rescatada de manera póstuma y publicada en español bajo el título Crónicas y Ensayos. Nueva York y París 1909-1911.